# Евангулов, Сергей Павлович
Сергей Павлович Евангулов (1893—1986) — советский скульптор малых форм, мастер художественной резьбы, педагог. Заслуженный художник РСФСР (1970).

## Биография
Сергей Павлович Евангулов родился 7 (19) ноября 1893 года в Санкт-Петербурге. В 1914 году окончил гимназию и поступил в Санкт-Петербургский университет. После начала Первой мировой войны был мобилизован и направлен в Михайловское артиллерийское училище. Окончив училище в 1915 году, был отправлен на фронт в горный артиллерийский дивизион. В 1918 году вступил в РККА, служил в штабе артиллерийской бригады. В 1921—1927 годах учился в московском Вутемасе-Вхутеине у И. С. Ефимова, П. Я. Павлинова, И. М. Чайкова. Его дипломной работой была группа «Рабочий и работница» для здания ИМЭЛ в Москве.
Преподавал в МХПУ им. М. И. Калинина в 1931—1941 и в 1943—1957 годах, в МИПИДИ в 1939—1941 годах и в МВХПУ 1946—1957 годах. Доцент с 1949 года.
В 1941—1943 годах принимал участие в Великой Отечественной войне, был офицером артиллерии.
Умер в 1986 году. Похоронен на Ваганьковском кладбище, участок 21.

## Творчество
Работал в области скульптуры малых форм из кости, камня и твёрдых пород дерева. Среди тематик его работ распространены фольклор, мифология, анималистический жанр, темы русского Севера и Кавказа. Он способствовал развитию народных промыслов Холмогор, Тобольска и Хотькова. Будучи научным консультантом НИИХП, выполнял образцы для промыслов.
Персональные выставки Евангулова проходили в Москве в 1945, 1953, 1963 и 1974 годах. В 1969 году его работы экспонировались на выставке в Варшаве. Работы Евангулова находятся в собрании Государственного Русского музея, Государственной Третьяковской галереи и других музеев России.

## Награды и звания
- Заслуженный художник РСФСР (1970)[3]

## Семья
- Дочь — Ольга Сергеевна Евангулова (1933—2016) — советский и российский историк искусства, педагог[5]